# 孔多爾薩利亞山
14°47′30″S 71°57′14″W / 14.79167°S 71.95389°W
孔多爾薩利亞山（Kuntur Salla），是秘魯的山峰，位於該國南部阿雷基帕大區，由康德蘇約斯省的卡亞拉尼區負責管轄，屬於安地斯山脈的一部分，海拔高度5,003米。